# ケビン・ダート
ケビン・ダート（Kevin Dart、男性、生年月日不明 - ）は、アメリカ合衆国のアートディレクター。

## 略歴
CGのキャラクターデザインに受賞歴のある。2013年にはカートゥーン ネットワーク・スタジオのオリジナル作品「スティーブン・ユニバース」のアートディレクターを担当した。同じくカートゥーンネットワーク・スタジオのオリジナル作品で、代表作でもある「パワーパフガールズ」の特別編のキャラクターデザインも担当した。

## フィルモグラフィー
- Sym-Bionic Titan (2010年 - 2011年  、 背景アーティスト)
- スティーブン・ユニバース Steven Universe（2013年 - 現在、アートディレクター ）
- her/世界でひとつの彼女 Her （2013年 、アニメーションディレクター ）
- パワーパフガールズ：ダンスパンツにご用心（2014年 、キャラクターデザイン／アートディレクター／キャラクター小道具／エフェクトデザイン／カラースタイリング／設計ペイント)